# Dancy (Eure-et-Loir)
Dancy település Franciaországban, Eure-et-Loir megyében. Lakosainak száma 204 fő (2022. január 1.). Dancy Villiers-Saint-Orien, Conie-Molitard és Saint-Maur-sur-le-Loir községekkel határos.

## Népesség
A település népességének változása:
| Lakosok száma | 216  | 206  | 189  | 190  | 226  | 205  | 203  | 200  | 199  | 204  |
|               | 1968 | 1982 | 1990 | 2006 | 2013 | 2015 | 2017 | 2019 | 2020 | 2022 |